# Pinalia carnicolor
Pinalia carnicolor är en orkidéart som först beskrevs av Oakes Ames, och fick sitt nu gällande namn av Wally Suarez och James Edward Cootes. Pinalia carnicolor ingår i släktet Pinalia och familjen orkidéer. Inga underarter finns listade i Catalogue of Life.